# Филиппенко, Василий Ефимович
Васи́лий Ефи́мович Филиппе́нко (1936, Керчь, Крымская АССР, РСФСР, СССР — ноябрь 1968, Ленинград, РСФСР, СССР) — советский серийный убийца и насильник, действовавший в Ленинграде в районе Обводного канала.

## Биография

### Жизнь до убийств
Родился в 1936 году в Керчи. Его отец бросил семью и позже погиб на фронте, а мать злоупотребляла алкоголем, воспитанием Василия занималась бабушка. До тридцати лет Филипенко проживал в Керчи, в школе учился средне, отдавал предпочтение изучению истории искусств. Работал крановщиком в порту. Один раз сорвался с крана и, упав с большой высоты, получил серьёзную травму (около семнадцати переломов). Во время лечения его жена, посчитав, что он на всю жизнь останется инвалидом, подала на развод. Однако он выздоровел и стал с неприязнью относиться к противоположному полу. В 1966 году переехал в Ленинград, где устроился на работу портовым крановщиком, получил комнату в общежитии и временную прописку. На работе характеризовался положительно, был членом добровольной народной дружины.

### Убийства
В 1967 году в районе Обводного канала Филиппенко в вечернее время начинает нападать на женщин. При расследовании преступлений было высказано предположение, что маньяк выбирает в качестве жертв тех женщин, которых видел в момент расставания с другим мужчиной.
Первое убийство было совершено в ночь с 23 на 24 мая 1967 года. Жертвой маньяка стала 19-летняя работница завода «Красный Треугольник» Нина Петухова. Давая показания во время следствия, он заявил: будущая жертва, расставшись с провожавшим её моряком, сама решила с ним познакомиться, когда он стоял на набережной Обводного канала; они дошли до круглосуточного детского сада, расположенного рядом с Обводным каналом и женским общежитием завода «Красный Треугольник»; во время беседы девушка напомнила ему бывшую жену; на территории детского сада он избил её, изнасиловал и задушил. В ночь убийства дежурившие воспитательницы детского сада слышали крики девушки, но не придали им значения. В правой руке девушки были обнаружены два волоса, принадлежавшие убийце. Была обнаружена сперма насильника, по которой определили его группу крови.
Под подозрение попадает моряк торгового флота Сергей Сергеев, с которым Нина Петухова встречалась 23 мая. Через час после расставания с девушкой он вышел в море, чем усилил подозрение милиции. На корабле Сергеев, когда пришла информация, что им интересуются правоохранительные органы, был изолирован и после возвращения в порт передан сотрудникам уголовного розыска и прокуратуры. Но вскоре его отпустили: группа крови и образцы волос Сергеева не совпали с найденными на месте убийства; дежурившие в ночь воспитательницы детского сада показали, что слышали крики Нины Петуховой около полуночи, а с Сергеевым она рассталась часом раньше, этот факт подтвердили записи в судовом увольнительном журнале. Во время допроса Сергеев рассказал, что перед расставанием с девушкой видел на мосту через Обводный канал мужчину в шляпе и плаще — это был Филиппенко. Но тогда словам Сергеева следователи не придали значения.
В июле Филиппенко совершает новое нападение. Вторая жертва маньяка также познакомилась с ним ночью в районе Обводного канала, Филиппенко предложил проводить её. Неподалёку от дома девушки он избил её, придушил до потери сознания и изнасиловал, но убивать не стал (или не добил). 
Следствие предположило, что преступник проживает в районе Обводного канала. Из паспортных столов были взяты карточки учёта. Потерпевшей показали фотографии учтённых в районе Обводного канала. Она опознала нападавшего на неё в 24-летнем рабочем Игоре Воробьёве, его арестовали. Экспертиза показала, что группа крови Воробьёва совпала с группой крови маньяка. Но образец волос подозреваемого не совпадал с найденными на месте убийства Нины Петуховой. Несмотря на этот факт, Воробьёва обвинили в изнасиловании, но в убийстве Нины Петуховой обвинять не стали из-за недостаточности улик. Остались без внимания показания жены Воробьёва, которая утверждала, что в ночь совершения преступления он находился дома. Через четыре месяца суд приговорил Воробьёва к шести годам лишения свободы. Своей вины он не признал. Не был принят во внимание и тот факт, что в период между арестом Воробьёва и суда над ним настоящий маньяк совершил ещё два преступления. В правоохранительных органах было принято решение не связывать второй эпизод с предыдущим и последующими нападениями на женщин в районе Обводного канала, совпадение группы крови объявили случайным.
Ещё до суда над Воробьёвым в Ленинграде произошёл инцидент, ставивший под сомнение показания выжившей жертвы маньяка. В сентябре 1967 года в парке имени Ленина был арестован студент ЛПИ, который напал на свою знакомую и пытался её задушить. Хотя это нападение не было похоже на преступления в районе Обводного канала, арестованного проверили на причастность к убийству Нины Петуховой, но группа крови не совпала. Однако его также предъявили на опознание выжившей жертве маньяка, в нём она тоже признала напавшего на неё. Выяснилось, что потерпевшая страдает близорукостью, но не носит очков. Этот факт не был принят во внимание и дело Воробьёва передали в суд.
Второе убийство маньяк совершил на территории Боткинской больницы. Его жертвой стала дежурившая в ночь 25-летняя медсестра Татьяна Кузнецова. На территории больницы маньяк оказался случайно: он преследовал другую женщину, но потерял её из виду — она вошла в одно из зданий больничного корпуса. Затем во дворе больницы Филиппенко напал на Татьяну Кузнецову, изнасиловал её и задушил. В отличие от предыдущих эпизодов, когда маньяк не трогал вещи своих жертв, в этот раз из сумочки убитой он забрал деньги. Несостоявшаяся жертва маньяка заметила, что её  преследуют, и утром обратилась в милицию, но её заявление не приняли. Первоначально убийство Татьяны Кузнецовой не связывали с убийством Нины Петуховой, на причастность к нему проверяли сотрудников и пациентов больницы. Только когда проверка не дала результатов, следствие обратило внимание на схожесть деталей в обоих эпизодах.
Третье убийство Филиппенко совершил ночью 18 октября. В этот день в Ленинграде было наводнение, и улицы города практически обезлюдели. На набережной Обводного канала маньяк напал на Галину Иванову, затащил её на расположенную рядом стройку, изнасиловал и задушил её же колготками.
После третьего убийства следствие начало проверять ранее судимых за сексуальные преступления и стоящих на учёте в психоневрологических диспансерах. Милиция и народные дружины начали патрулировать район Обводного канала. Были предприняты попытки ловить маньяка «на живца». Ленинградский горком КПСС разрешил дать в газетах и на радио ограниченную информацию о криминогенной обстановке в городе. 
В том же месяце Филиппенко совершает четвёртое убийство в районе Обводного канала. Жертвой маньяка стала студентка ЛТИ Фаина Анчак. Он напал на девушку недалеко от её дома, изнасиловал и попытался задушить. Как установила экспертиза, Фаина Анчак могла выжить, но во время удушения преступник сломал ей подъязычную кость, что вызвало отёк трахеи. В результате травмы девушка не смогла позвать на помощь и умерла от удушья. 
Очередное убийство вызвало недовольство партийного руководства города. В горкоме потребовали от прокуратуры и милиции найти преступника в течение трёх дней. Число патрулей в районе Обводного канала было увеличено. Снова предпринимаются попытки поймать маньяка «на живца».
В начале ноября на Невском проспекте дружинники задерживают и доставляют в отделение милиции 26-летнего Виктора Данилова, пристававшего к женщинам на улице. Задержанный принадлежал к категории «мажоров» (его отец занимал руководящую должность в городской строительной сфере, а мать была известным в Ленинграде врачом) и нигде не работал. Было установлено, что он страдает умственной отсталостью. Через три часа после задержания его отпустили, оставив под негласным милицейским наблюдением. Через несколько дней в квартире Данилова провели обыск, во время которого были найдены порножурналы и коллекция локонов женских волос, подозреваемый срезал их у женщин, к которым приставал на улице. Данилов был повторно задержан и предъявлен на опознание выжившей жертве маньяка. Потерпевшая опознала в задержанном человека, пристававшего к ней в тот день, когда она стала жертвой преступления, но она встречала его ещё до встречи с маньяком. Но следователь заставил девушку поменять показания, и она в третий раз «опознала своего насильника». Данилова взяли под арест. Экспертиза вновь показала совпадение группы крови подозреваемого с группой крови маньяка. Под давлением следствия, Данилов признался в нападениях на женщин в районе Обводного канала и написал явку с повинной. Партийному руководству Ленинграда объявили о поимке маньяка.
В это время Филиппенко совершает последнее убийство. Его пятой жертвой стала молодая продавщица рыбного магазина Валентина Стенникова. На этот раз маньяк выбросил тело девушки в Обводный канал. После обнаружения тела экспертиза установила, что девушку изнасиловали и убили. Было установлено, что преступление совершил маньяк, о поимке которого недавно объявили. Опасаясь скандала, результаты экспертизы сфальсифицировали, изъяв упоминание об изнасиловании. Объявили, что Валентина Стенникова, будучи в состоянии алкогольного опьянения, совершила самоубийство. В возбуждении уголовного дела было отказано. Родители девушки пытались опротестовать отказ в прокуратуре и горкоме КПСС, но безуспешно.

### Арест, следствие и суд
В начале 1968 года Филиппенко по профкомовской путёвке отправился в Ялту. Здесь он был арестован, когда попытался изнасиловать и задушить уборщицу санатория, и помещён в Симферопольский СИЗО. В камере маньяк рассказал соседу, который был милицейским агентом, о своих преступлениях в Ленинграде. Информацию отправили в Ленинград, откуда в Симферополь для допроса арестованного отправили группу следователей. На допросе Филиппенко подробно рассказал о пяти ленинградских убийствах в районе Обводного канала, сообщив о многих значимых деталях, о которых не мог знать никто из посторонних. Преступник был доставлен в Ленинград, где его показания были проверены и закреплены во время следственных экспериментов. Кроме того, выяснилось, что Филиппенко, будучи дружинником, помогал милиции в розыске маньяка, то есть самого себя, и был в курсе всех милицейских планов.
Уголовное дело в отношении оговорившего себя умственно отсталого Виктора Данилова было прекращено и его отпустили. Осуждённого Игоря Воробьёва освободили из заключения и реабилитировали. За допущенные в следствии ошибки из милиции и прокуратуры было уволено шесть сотрудников.  
Филиппенко попытался избежать суда, сымитировав невменяемость. Комплексная судебно-психиатрическая экспертиза признала его вменяемым. В том же 1968 году суд приговорил Василия Филиппенко к высшей мере наказания — смертной казни через расстрел. В ноябре приговор был приведён в исполнение.

## В массовой культуре
- Документальный фильм «Абсолютное зло» из цикла «Следствие вели» (2011)
- Документальный фильм «Стальные пальцы» из цикла «Легенды советского сыска» (2013)
- Художественный сериал «Страх над Невой» (2024)